# Холден Бич (Северна Каролина)
Холден Бич (енгл. Holden Beach) град је у америчкој савезној држави Северна Каролина.

## Демографија
По попису из 2010. године број становника је 575, што је 212 (-26,9%) становника мање него 2000. године.
| Група             | 2000.       | 2010.       |
| Белци             | 776 (98,6%) | 551 (95,8%) |
| Афроамериканци    | 3 (0,4%)    | 5 (0,9%)    |
| Азијати           | 2 (0,3%)    | 0 (0,0%)    |
| Хиспаноамериканци | 1 (0,1%)    | 14 (2,4%)   |
| Укупно            | 787         | 575         |